# You're my best friend (single van Don Williams)
You're my best friend is een countrylied dat werd geschreven door Wayland Holyfield.
In 1975 werd het door Don Williams voor het eerst uitgebracht op een single. Op de B-kant staat het nummer Where are you. Verder verscheen het in hetzelfde jaar op zijn elpee You're my best friend.
De eerste release van zijn single vond plaats in de VS en in de jaren erna volgden ook singles in Europa, zoals in Duitsland (1976) en Nederland (1978), waar het bleef steken in de Hitparade. Wel bereikte het de eerste plaats in de Amerikaanse Hot Country Singles en de evenknie ervan in Canada.
De enige hit die Williams in België en Nederland kende, was I believe in you die hij in 1981 uitbracht.
Van You're my best friend verschenen covers van onder meer Piet Veerman (In between, 1992), George Canyon (2007), Jimmy Little (2013) en Adam Harvey (2013). Verder verscheen er in 1976 een Franse versie van Claude François met de titel Ma meilleure amie.

## Hitnoteringen
Het lied stond zes weken nummer 1 in de Suriname top 40.

### Nederland en België
Het nummer belandde niet in de Nederlandse Top 40, maar stond wel drie weken in de Tipparade
Nederlandse Nationale Hitparade
| Hitnotering: 24-01-1981 t/m 07-03-1981 | Hitnotering: 24-01-1981 t/m 07-03-1981 | Hitnotering: 24-01-1981 t/m 07-03-1981 | Hitnotering: 24-01-1981 t/m 07-03-1981 | Hitnotering: 24-01-1981 t/m 07-03-1981 | Hitnotering: 24-01-1981 t/m 07-03-1981 | Hitnotering: 24-01-1981 t/m 07-03-1981 | Hitnotering: 24-01-1981 t/m 07-03-1981 | Hitnotering: 24-01-1981 t/m 07-03-1981 |
| Week:                                  | 1                                      | 2                                      | 3                                      | 4                                      | 5                                      | 6                                      | 7                                      |                                        |
| -------------------------------------- | -------------------------------------- | -------------------------------------- | -------------------------------------- | -------------------------------------- | -------------------------------------- | -------------------------------------- | -------------------------------------- | -------------------------------------- |
| Positie:                               | 47                                     | 38                                     | 21                                     | 28                                     | 29                                     | 36                                     | 46                                     | uit                                    |

Vlaamse VRT Top 30
| Hitnotering: 7-2-1981 t/m 21-03-1981 | Hitnotering: 7-2-1981 t/m 21-03-1981 | Hitnotering: 7-2-1981 t/m 21-03-1981 | Hitnotering: 7-2-1981 t/m 21-03-1981 | Hitnotering: 7-2-1981 t/m 21-03-1981 | Hitnotering: 7-2-1981 t/m 21-03-1981 | Hitnotering: 7-2-1981 t/m 21-03-1981 | Hitnotering: 7-2-1981 t/m 21-03-1981 | Hitnotering: 7-2-1981 t/m 21-03-1981 |
| Week:                                | 1                                    | 2                                    | 3                                    | 4                                    |                                      | 5                                    | 6                                    |                                      |
| ------------------------------------ | ------------------------------------ | ------------------------------------ | ------------------------------------ | ------------------------------------ | ------------------------------------ | ------------------------------------ | ------------------------------------ | ------------------------------------ |
| Positie:                             | 25                                   | 21                                   | 24                                   | 29                                   | uit                                  | 28                                   | 30                                   | uit                                  |

Vlaamse Ultratop 50
| Hitnotering: 31-01-1981 t/m 21-03-1981 | Hitnotering: 31-01-1981 t/m 21-03-1981 | Hitnotering: 31-01-1981 t/m 21-03-1981 | Hitnotering: 31-01-1981 t/m 21-03-1981 | Hitnotering: 31-01-1981 t/m 21-03-1981 | Hitnotering: 31-01-1981 t/m 21-03-1981 | Hitnotering: 31-01-1981 t/m 21-03-1981 | Hitnotering: 31-01-1981 t/m 21-03-1981 | Hitnotering: 31-01-1981 t/m 21-03-1981 | Hitnotering: 31-01-1981 t/m 21-03-1981 |
| Week:                                  | 1                                      | 2                                      | 3                                      | 4                                      | 5                                      | 6                                      | 7                                      | 8                                      |                                        |
| -------------------------------------- | -------------------------------------- | -------------------------------------- | -------------------------------------- | -------------------------------------- | -------------------------------------- | -------------------------------------- | -------------------------------------- | -------------------------------------- | -------------------------------------- |
| Positie:                               | 39                                     | 31                                     | 23                                     | 23                                     | 26                                     | 29                                     | 33                                     | 36                                     | uit                                    |

### Andere landen
| Hitlijsten (1975-78)          | Piekpositie |
| ----------------------------- | ----------- |
| Hot Country Singles (VS)      | 1           |
| RPM Country Tracks (Canada)   | 1           |
| Singles Chart (VK)            | 35          |
| Kent Music Report (Australië) | 50          |
| Nieuw-Zeeland                 | 4           |